# Saccopsidae
Saccopsidae é uma família de copépodes pertencentes à ordem Cyclopoida.
Géneros:
- Euchonicola Boxshall, O'Reilly, Sikorski & Summerfield, 2019
- Euchonicoloides Boxshall, O'Reilly, Sikorski & Summerfield, 2019
- Lanassicola Boxshall, O'Reilly, Sikorski & Summerfield, 2019
- Melinnacheres Sars, 1870
- Trichobranchicola Boxshall, O'Reilly, Sikorski & Summerfield, 2019